# STS-38
إس تي إس-38 (بالإنجليزية: STS-38)‏ الرحلة السابعة والثلاثون ضمن برنامج مكوك الفضاء لوكالة ناسا، والرحلة السابعة على متن مكوك الفضاء أتلانتس، انطلقت الرحلة في 15 نوفمبر 1990 من مركز كينيدي للفضاء وكان مقررأ أن تنطلق الرحلة في يوليو لكن تم إعادة جدولتها بسبب تسرب الهيدروجين من المكوك، وهبطت بتاريخ 20 نوفمبر في مركز كينيدي للفضاء أيضاً، خصصت الرحلة لمصلحة وزارة دفاع الولايات المتحدة لمهام سرية، بلغ عدد الرواد المشاركين في الرحلة خمسة رواد.